# Loxa
Genre
Loxa est un genre d'insectes appartenant au sous-ordre des hétéroptères (punaises) et à la famille des Pentatomidae. On les trouve uniquement sur le continent américain, principalement en Amérique centrale, jusqu'au Texas et en Floride. Certaines espèces, dont Loxa deducta, sont considérées comme des ravageurs mineurs des cultures.

## Description

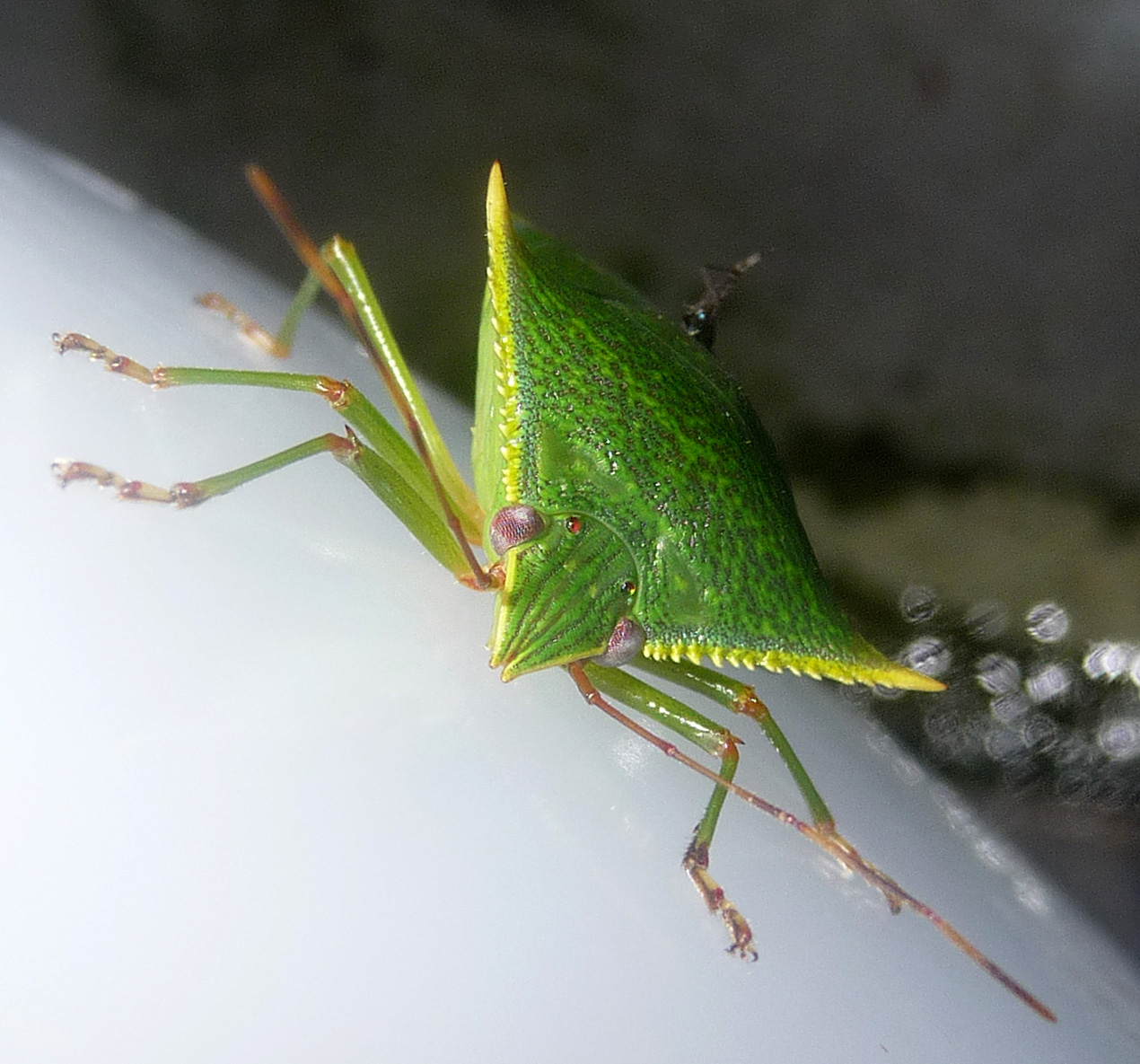
Vue de face de Loxa sp.

De vert pâle au vert plus foncé, le dos est densément ponctué de points concolores ou rouges. La face ventrale est généralement plus claire. La tête est triangulaire avec de fines lignes antérolatérales convergentes sur les jugae. Ces dernières dépassent le tylus. Les antennes comportent 5 segments, le premier atteint le plus souvent l'extrémité de la tête alors que les autres segments sont nettement plus longs. Le pronotum est densément ponctionné. Les marges antérolatérales sont denticulées jusqu'aux angles huméraux qui se terminent en épine plus ou moins forte. Les cories, densément ponctionnées, possèdent de petites callosités pâles irrégulièrement dispersées. Les membranes alaires sont claires avec parfois de petits points colorés. Le connexivum est légèrement plus clair ou concolore avec la partie dorsale. Chaque fémur possède a son extrémité un petite épine plus ou moins aiguë.

## Distribution
Les espèces du genre Loxa se trouvent en Amérique du Sud et Amérique Centrale. Seules deux espèces, L. flavicollis et L. viridis sont également présentent en Amérique du Nord (Texas et Floride).

## Alimentation et importance économique
La plupart des espèces sont phytophages sans conséquences économiques sur les cultures. Cependant, L. deducta est connue pour se nourrir sur le mandarinier (Citrus reticulata) et le soja (Glycine max). Cette dernière est considérée comme un ravageur mineur des cultures, tout comme L. viridis et L. virescens,.

## Classification
Le genre Loxa est décrit pour la première fois par les entomologistes français Charles Jean-Baptiste Amyot et Jean Guillaume Audinet-Serville en 1843. Ils y incluent deux espèces: L. flavicollis et L. virescens. Une première revision du genre est effectuée par l'entomologiste hongrois Géza Horváth en 1925 qui y inclus alors dix-sept espèces. Ce nombre est ramené à dix espèces (sans compter L. haematica nomen dubium) par Joseph Eger en 1978 qui synonymise de nombreuses espèces dans le taxon L. viridis.
Proche parent des genres Chlorocoris, Chloropepla, Fecelia et Mayrinia, Loxa est d'abord classé dans la tribu des Pentatomini puis est déplacé dans une nouvelle tribu décrite en 2018, les Chlorocorini.
Les espèces L. virescens et L. flavicollis ont longtemps été considéré comme synonyme. La validité de ces deux taxons est confirmé par Joseph Eger en 1978 à cause de leur séparation géographique.

### Liste des espèces
Selon la révision du genre faite par l'entomologiste  américain Joseph Eger en 1978, le genre Loxa contient dix espèces et une espèce considéré comme nomen dubium.
- Loxa deducta Walker, 1867
- Loxa flavicollis (Drury, 1773)
- Loxa haematica (Herrich-Schäffer, 1842) nomen dubium
- Loxa melanita Eger, 1978
- Loxa nesiotes Horváth, 1925
- Loxa pallida Van Duzee, 1907
- Loxa parapallida Eger, 1978
- Loxa peruviensis Eger, 1978
- Loxa planiceps Horváth, 1925
- Loxa virescens Amyot & Serville, 1843
- Loxa viridis (Palisot de Beauvois, 1811)